# Puyseguria cuneata
Puyseguria cuneata är en musselart som beskrevs av Powell 1927. Puyseguria cuneata ingår i släktet Puyseguria och familjen Neoleptonidae. Inga underarter finns listade i Catalogue of Life.